# Adrienne Smith
Adrienne J. Smith (1934-Chicago, Estados Unidos, 10 de agosto de 1992) fue una psicóloga estadounidense. En 1973 salió del closet como lesbiana y se convirtió en una de las primeras psicólogas abiertamente lesbianas de la Asociación Estadounidense de Psicología (APA). Trabajó por la reforma de la APA y habló de los derechos del colectivo LGBT a nivel nacional.

## Biografía
Adrienne Smith nació en 1934 y creció en Chicago.  Estudió en la Universidad de Illinois y posteriormente obtuvo un en la Universidad de Chicago. Tuvo su consulta privada en Chicago y en el momento fue una de las únicas opciones de terapia para muchos miembros de la comunidad LGBT.
En 1973 salió del armario en el programa de televisión The David Susskind Show, siendo una de las primeras psicólogas abiertamente lesbianas de la Asociación Estadounidense de Psicología (APA).Su trabajo en la APA ayudó a evitar la homofobia en la organización. Fue una de las lideresas de la División 44 de la APA, la Sociedad para el Estudio Psicológico de Cuestiones de Lesbianas y Gays, y fue presidenta durante un mandato.
Smith fue cofundadora del Instituto de las Mujeres en Chicago,y defensora de los derechos y las cuestiones LGBT tanto en la ciudad como en todo el país. También intervino ante el Ayuntamiento de Chicago y la Cámara de Representantes de Illinois sobre cuestiones LGBT. Smith fue coautora de Lesbians at Mid-Life: La transición creativa.
En 1991 fue incluida en el Salón de la Fama de Gays y Lesbianas de Chicago. Falleció el 10 de agosto de 1992 en el Centro Médico Masónico de Illinois.

## Vida personal
Su familia era judía, pero no muy religiosa.